# يكة سعود العليا (جرغلان)
يكة سعود العليا (بالفارسية: یکه‌سعود علیا) هي قرية تقع في إيران في قسم جرغلان الريفي. يقدر عدد سكانها بـ 1,657 نسمة .